# Academism

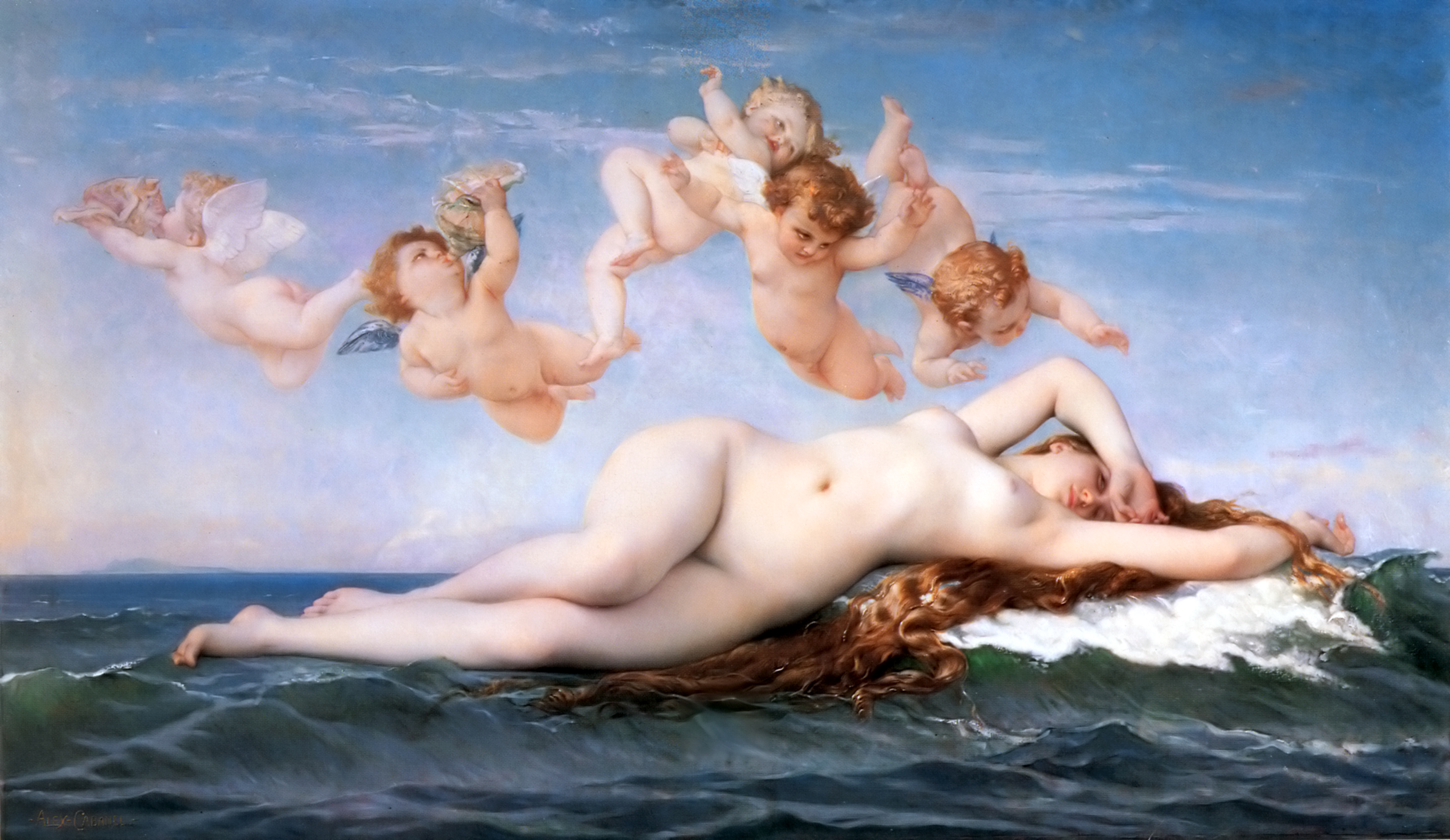
Nașterea lui Venus, Alexandre Cabanel, 1863

Academism-ul este o manieră în artă care cultivă un ideal de frumusețe rece și convențională și norme canonizate, golind realitatea de ceea ce este nou, de ceea ce se dezvoltă și este mai viu în ea. În pictură se manifestă ca o manieră a așa-numitelor „academii", care se bazează pe un desen și un colorit similare exercițiilor de școală de artă sau de atelier.
Academismul s-a transformat într-un curent și a apărut în artă în secolul XIX, cînd neoclasicismul pierde, prin trecerea burgheziei pe poziții reacționare, conținutul lui revoluționar și se închistează. Imitînd în mod dogmatic și pasiv formele exterioare ale creațiilor artei antice și a Renașterii, academiștii manifestă indiferență pentru viața înconjurătoare, pentru contemporaneitate. Plecînd de la neoclasicism, academiștii ajung la un eclectism în care accentul cade pe execuția stereotipă, lipsită de vigoare, ruptă de conținut.